# PROJ
PROJ (precedentemente PROJ.4) è un programma open source (con una licenza di tipo MIT), usato da riga di comando (soprattutto in ambito Unix, GNU/Linux, ecc.), con lo scopo di trasformare coordinate geografiche in coordinate cartesiane secondo le regole della proiezione cartografica.
Viene usato da altri software (GIS) e progetti opensource, quali: GRASS, MapServer, PostGIS, Thuban, OGDI e OGRCoordinateTransformation.

## Versioni pubblicate
- 21 marzo 2000 -  Vers. 4.4
- 30 ottobre 2004 -  Vers. 4.4.9
- 29 marzo 2007 -  Vers. 4.5.0

## Esempio
```
proj +proj=utm +lon_0=112w +ellps=clrk66  <<EOF
   111.5W 45d15'33.1"
   -111d30 45d15.551666667N
   111d30'000w +45.25919444444
EOF
```

Effettua una proiezione trasversa di Mercatore usando il 112-esimo meridiano ovest e l'ellissoide Clarke 1866.
Le tre righe con i dati, mettono in evidenza come le coordinate possano essere scritte in differenti modi.